# Antarktische Konvergenz

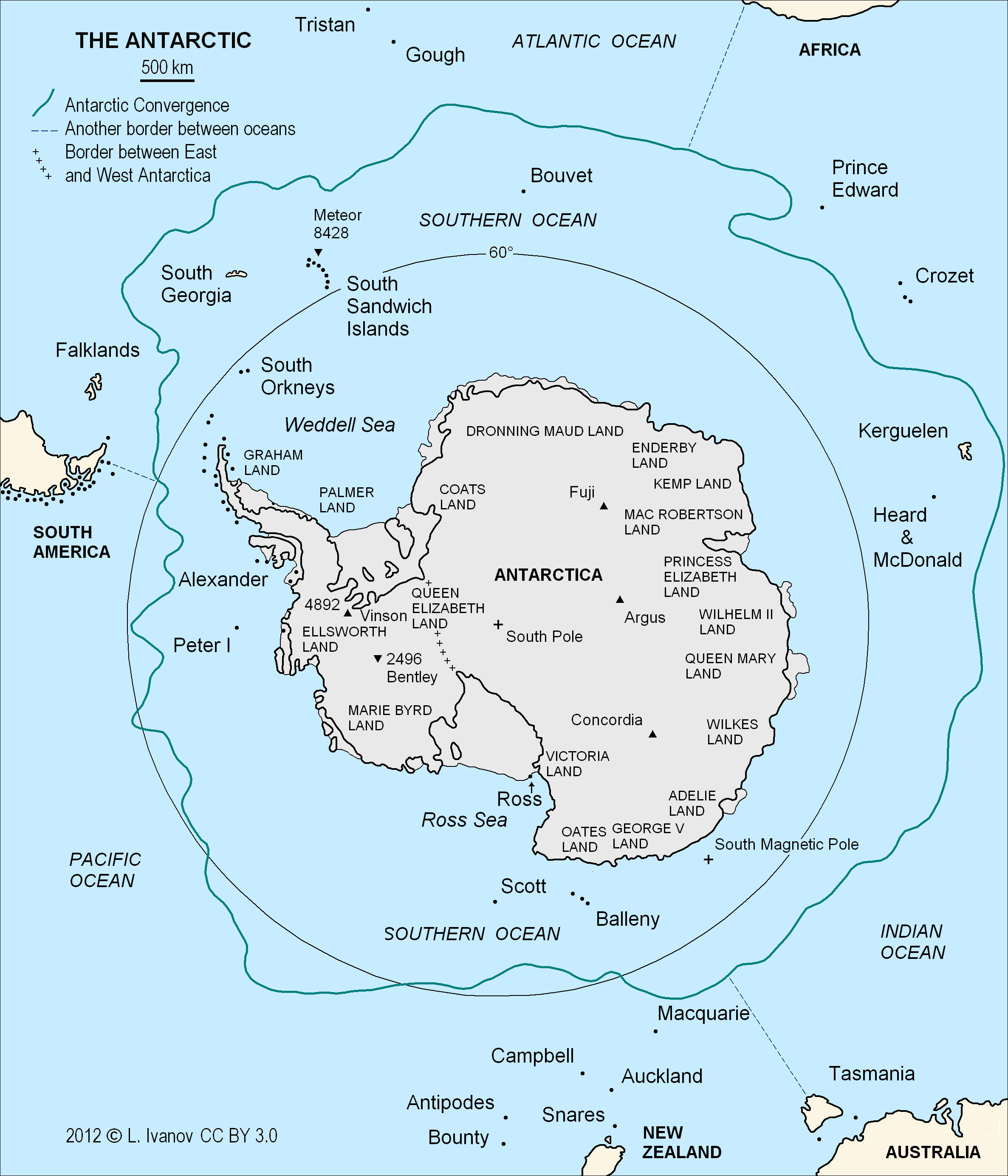
Antarktische Konvergenz

Die antarktische Konvergenz oder auch Meinardus-Linie ist jene Zone, in der kaltes, nordwärts fließendes Oberflächenwasser der Antarktis auf südwärts fließendes wärmeres Oberflächenwasser aus dem Norden (den gemäßigten Zonen des Atlantiks, Pazifiks und des Indischen Ozeans) trifft.
Da das Wasser aus der Antarktis kälter ist, besitzt es eine höhere Dichte als das aus dem Norden kommende wärmere Wasser. Deshalb sinkt es an der Konvergenzzone auf etwa 800 m Wassertiefe ab und fließt nordwärts. Zu erkennen ist die antarktische Konvergenz an der Temperatur des Oberflächenwassers, die nördlich von ihr bei etwa 8 °C liegt und an der Konvergenz abrupt auf unter 2 °C abfällt.
Die antarktische Konvergenz bildet die Nordgrenze des Südlichen Ozeans. Ihre Lage hängt ab von Längengrad, Wetter und Jahreszeit und kann sich daher um etwa 150 km nördlich oder südlich verlagern. Sie verläuft etwa zwischen
- dem 45. Breitengrad im Bereich des Indischen Ozeans und
- dem 57. Breitengrad im Bereich der Drake-Straße,
- durchschnittlich etwa auf dem 49. Breitengrad.

Innerhalb dieser Zone liegen verstreut folgende küstenferne subantarktische Inseln und Inselgruppen, die eindeutig als polar anzusehen sind: 
- Südgeorgien und die Südlichen Sandwichinseln,
- Peter-I.-Insel,
- Bouvetinsel,
- Heard und McDonaldinseln,
- Macquarie-Insel,
- Scott-Insel,
- Balleny-Inseln.